# Zoltán Nagy (Fußballspieler, 1974)
Zoltán Nagy (* 30. März 1974 in Debrecen) ist ein ehemaliger ungarischer Fußballspieler. Der Torhüter stand zuletzt bei Doxa Katokopia auf Zypern unter Vertrag.

## Karriere
Nagy spielte bis 2004 in Ungarn, zuletzt bei Diósgyöri VTK. Die Saison 2004/05 verbrachte er bei Alki Larnaka in der zweiten zyprischen Liga. 2005/06 spielte er als Ersatztorhüter beim Erstligisten Anorthosis Famagusta und wechselte anschließend zum Ligakonkurrenten Digenis Akritas Morphou, mit denen er am Ende der Saison 2006/07 allerdings auf einem Abstiegsplatz stand und zu Anorthosis zurückkehrte. Mit Famagusta erreichte er 2008/09 die UEFA Champions League, wo er unter anderem Gruppenspiele gegen Werder Bremen bestritt. In der Saison 2010/11 spielte Nagy für den zypriotischen Klub Doxa Katokopia.